# NGC 2144
NGC 2144 est une vaste galaxie spirale située dans la constellation de la Table. NGC 2144 a été découverte par l'astronome britannique John Herschel en 1836.

## Caractéristiques
Sa vitesse par rapport au fond diffus cosmologique est de 4 825 ± 4 km/s, ce qui correspond à une distance de Hubble de 71,2 ± 5,0 Mpc (∼232 millions d'al).